# کارمی (ایلینوی)
کارمی، ایلینوی (به انگلیسی: Carmi, Illinois) یک شهر در ایالات متحده آمریکا با جمعیت ۵٬۲۴۰ نفر است که در Carmi Township, White County, Illinois واقع شده‌است.

## موقعیت جغرافیایی
موقعیت جغرافیایی شهرها و مناطق اطراف به شرح زیر است: